# Fridericia dichotoma
Fridericia dichotoma là một loài thực vật có hoa trong họ Chùm ớt. Loài này được (Jacq.) L.G.Lohmann mô tả khoa học đầu tiên năm 2010.